# Combat de Chêne (1832)

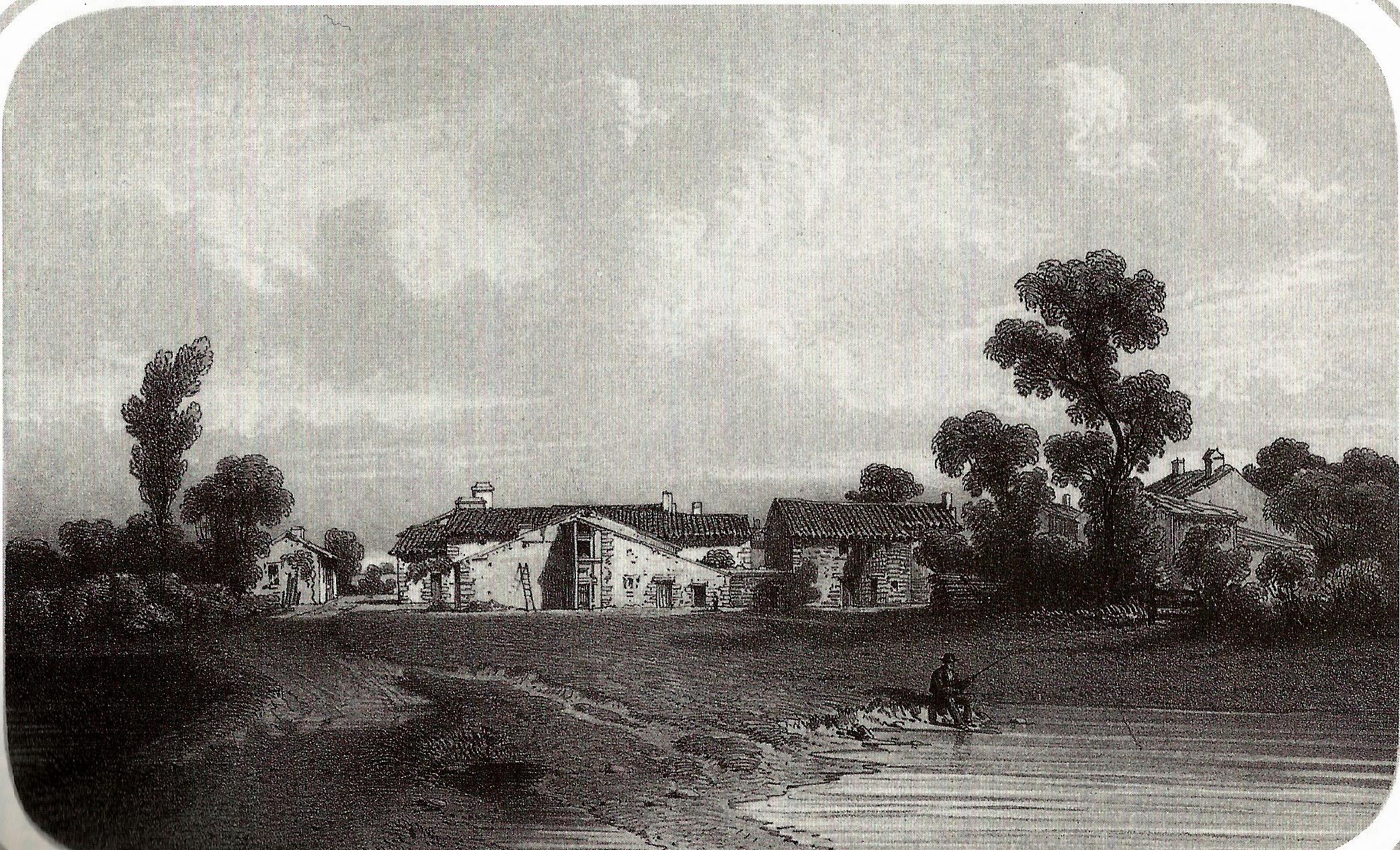
Le Chêne (Thomas Drake)

La batalla de Chêne, va tenir lloc el 6 de juny de 1832 durant la Cinquena Guerra de Vendée.

## Preludi
Durant la insurrecció legitimista, Athanase Marie de Charette va formar una petita tropa de 300 Vendéans formada per burgesos de Nantes comandada pel tinent de gendarmeria Laroche i pagesos de Rezé, Montbert i Geneston. Charette ha de reunir-se amb els 150 insurgents de Saint-Philbert-de-Bouaine i Saint-Étienne-de-Mer-Morte comandats per Louis de Cornulier. No obstant això, aquests últims van ser sorpresos i posats en fuga per un destacament de soldats comandat pel coronel Duvivier.
Charette va arribar llavors a Aigrefeuille-sur-Maine, on es va assabentar de la derrota de La Blanchetière a la batalla de Hautière (Combat de Maisdon). El general Dermoncourt es va traslladar llavors per atacar Charette, però va rebre l'ordre de girar-se per lluitar contra els chouans a Ancenis. El 6 de juny, Charette es va unir amb un centenar d'homes de Legé comandats per Mornet du Temple i per uns quants homes de Clisson i Saint-Lumine-de-Clisson sota les ordres de Hyacinthe Hervouët de La Robrie, després va arribar al poble de Chêne.

## Procés
El mateix dia, els Vendéans van ser atacats per dues companyies del regiment d'infanteria de línia 44, comandades pels capitans Schwin i Lacroix. Els Vendéans van caure en una emboscada, La Roberie a la dreta, Charette a l'esquerra i la cavalleria en reserva. Els soldats orleanistes es van refugiar al poble. L'companyia Lacroix intenta agafar els Vendéans per darrere, però és encaminat, la companyia Schwin també acaba cedint als números i fuig al seu torn. Charette els persegueix abans de tornar al poble de Chêne. No obstant això, poc després, quatre companyies van arribar al camp de batalla i es van enfrontar a esquenes dels Vendéans. Comença una nova lluita, que aquesta vegada es converteix en desavantatge dels Vendéans, que s'espanten i fugen. Els fugitius es van trobar amb una nova companyia de granaders a Pont-James on van perdre més homes.
Les pèrdues van ser 5 morts i 10 ferits per a les tropes orleanistes i 34 morts per als Vendéans. Després d'aquest desastre, Charette va acomiadar les seves tropes.